# Rottenburg an der Laaber
Rottenburg an der Laaber je město v německé spolkové zemi Bavorsko, v zemském okrese Landshut ve vládním obvodu Dolní Bavorsko. Žije zde přibližně 8 600 obyvatel.